# Roberto Parra Vallette
Roberto Gabriel Parra Vallette (Temuco, 21 de septiembre de 1955) es trabajador social, fundador y coordinador de centros de rehabilitación, activista por los derechos humanos, de fe cristiana evangélica y figura política.

## Biografía
Roberto Parra nació en 1955 en la ciudad de Temuco, allí vivió hasta alrededor de los 5 años de edad. Su padre era pastor bautista y su oficio le llevó a viajar a diferentes partes del país para levantar nuevas iglesias. Por este motivo, Roberto terminó viviendo gran parte de su juventud en San Felipe. En el año 1974, luego de terminar la enseñanza media en esta localidad, decidió volver a Temuco para estudiar electrónica. 
Luego de estudiar electrónica por alrededor de 3 años, decidió cambiar de profesión, e ingresó a la carrera de Trabajo Social en la Pontificia Universidad Católica de Valparaíso, por lo que viajó a aquella ciudad. Previamente, Roberto Parra se había integrado al movimiento Grupo Bíblico Universitario y posteriormente comenzaría a asistir a una iglesia bautista. En paralelo, Roberto Parra también se integró al movimiento de Izquierda Cristiana.

## Derechos Humanos y causas sociales
En el año 1982, Roberto Parra lideró una iniciativa para ayudar a rehabilitar a personas drogadictas en Viña del Mar. En ese entonces, Roberto aún era estudiante, por lo que en sus inicios, para el proyecto usaron de sede las dependencias de la Iglesia Bautista de Nueva Aurora, en Viña del Mar. Así, el 5 de diciembre de 1982, se creó oficialmente la Comunidad Terapéutica Hogar La Roca. Este proyecto tuvo inicialmente un carácter autogestionado y una inspiración cristiana. Posteriormente, el 29 de diciembre del año 1988, se conformó la Corporación Comunidad La Roca, como un organismo privado sin fines de lucro.
En el período de la dictadura, Roberto Parra también fue un activista y defensor de los derechos humanos. Fue uno de los fundadores del movimiento Evangélicos por el No, en el contexto del plebiscito de 1988.
El año 2017 funda la Fundación Martin Luther King, plataforma desde la cual realiza diversas charlas y conferencias de interés social y espiritual. Ese mismo año realizaron una jornada de prevención del suicidio adolescente, que contó con la participación del abogado y sociólogo Humberto Lagos Schuffeneger, en ese tiempo director de la Oficina Nacional de Asuntos Religiosos.
En abril de 2020, Roberto Parra, a través de la Fundación Martin Luther King, organizó junto a los movimientos Fe y Justicia]y la iglesia Ministerio de Fe, organizaron la  Jornada de Reflexión Martin Luther King, un foro virtual para conmemorar la muerte del activista bautista por los derechos civiles.

## Carrera política

### Candidato a Concejal por Viña del Mar (1992-1996)
Roberto Parra postuló al cargo de concejal en Viña del Mar por medio de una candidatura independiente sin integrar ningún pacto o subpacto político. Su candidatura reunió 3.215 votos, no siendo electo por insuficiencia de votos.
En el año 1996, Roberto Parra volvió a postularse como candidato a concejal por Viña del Mar, esta vez como independiente dentro del pacto de la Concertación y ocupando un cupo de la Democracia Cristiana. En esta oportunidad, Roberto Parra obtuvo 2.713 votos, sin lograr resultar electo, pero siendo el candidato más votado de los que no resultaron electos.

### Alcalde de Viña del Mar (2000)
El 1° de septiembre del año 2000, el político Rodrigo González es destituido por el Tribunal Electoral por notable abandono de deberes. Debido a esto, el concejo municipal debía integrar al candidato que fue más votado en la elección de 1996, para que ocupara el cargo de concejal. Así fue como Roberto Parra, habiendo sido la primera mayoría de los no electos del pacto concertacionista. Una vez estuvieran todos los integrantes del Concejo, se debía elegir entonces al que sería alcalde titular por el resto del período. Así, el jueves 7 de septiembre se realizó la sesión extraordinaria del Concejo, a la que asistieron 9 de los 10 concejales, los cuales eligieron como alcalde a Roberto Parra.
En su breve gestión como alcalde, Roberto Parra permitió a las autoridades indicadas, que iniciaran un proceso de auditoría y fiscalización al interior del municipio, a razón de la destitución del anterior alcalde.

### Tercera campaña para concejal y accidente cerebrovascular (2004)
El año 2004 se volvió a presentar como candidato a concejal, en el mismo pacto y ocupando un cupo de la Democracia Cristiana. Las elecciones municipales de ese año, tendrían lugar el 31 de octubre, pero el día 14 de septiembre, Roberto Parra sufrió un accidente cerebrovascular que lo dejó hospitalizado varios días y en un grave estado de salud. Este accidente le provocó perder gran parte de la movilidad en sus piernas, lo que le ha obligado a desplazarse en silla de ruedas hasta hoy. Posteriormente, el día de la elección, los votos que Roberto Parra recibió no fueron suficientes para resultar electo como concejal.

### Candidato Constituyente por el Distrito 6 (2021)
El año 2021, Roberto Parra vuelve a la política, esta vez como candidato a la Convención Constituyente. Debido a la pandemia, su campaña fue principalmente digital, aunque también estuvieron en terreno y en programas de radio y en canales cristianos. Recibió $400.000 CLP en aportes para realizar la campaña electoral. Su programa se sostuvo principalmente en la inclusión, en la integración de las personas con discapacidad, una fe cristiana progresista y una nueva constitución para Chile.
Roberto se postuló como candidato independiente dentro del pacto electoral de Apruebo Dignidad en un cupo de Revolución Democrática por el Distrito 6, que integra las comunas de Cabildo, Calle Larga, Catemu, Hijuelas, La Calera, La Cruz, La Ligua, Limache, Llay-Llay, Los Andes, Nogales, Olmué, Panquehue, Papudo, Petorca, Puchuncaví, Putaendo, Quillota, Quilpué, Quintero, Rinconada, San Esteban, San Felipe, SAanta María, Villa Alemana y Zapallar.
Tras las elecciones del 15 y 16 de mayo, de los nueve candidatos de Apruebo Dignidad en el Distrito 6, sólo 2 candidatas resultaron electas con una amplia mayoría de los votos. Roberto Parra fue el candidato menos votado de la lista y no resultó electo.

## Pensamiento cristiano
Roberto fue miembro de la iglesia bautista durante gran parte de su vida, desde el año 2006 hasta la fecha, es miembro activo de la iglesia Ministerio de Fe. Su visión cristiana ha estado fuertemente influenciada por el pensamiento de René Padilla, el cual se sostiene principalmente en la idea de la misión integral. Este concepto considera que el mensaje de Jesús integra tanto la búsqueda espiritual, la predicación del evangelio, pero de la misma forma incluye el activismo social y la búsqueda activa de justicia.
En el año 1984, Roberto escribió un manifiesto donde expresó sus ideas sobre el necesario vínculo entre política y fe. Este texto fue tomado y publicado en una edición de bolsillo de mil ejemplares en el año 1995. Esta obra se llamó "La política: Una perspectiva evangélica". A continuación un extracto del documento:

"En la vida y obra de Jesús no hubo una alternativa: o evangelizar o servir. Y la iglesia siguiendo el ejemplo de su Señor y Maestro, y en obediencia a Él, tampoco debe colocarse en esa falsa alternativa. Fuera de la angustia y temores que para los evangélicos chilenos presenta la dimensión social del evangelio, en algunos casos se toma la evangelización como primaria y la acción social como secundaria, pero esto es imposible de separar. (…) afirmamos que tanto la evangelización, como la acción social y política, son parte de nuestro deber cristiano”.

## Historial electoral
- Elecciones municipales de 1992, Viña del Mar.

Roberto Parra postuló al cargo de concejal en Viña del Mar por medio de una candidatura independiente sin integrar ningún pacto o subpacto político. Su candidatura reunió 3.215 votos, no siendo electo por insuficiencia de votos.
- Elecciones municipales subpacto PRSD-PDC-IND de 1996, Viña del Mar.

| Candidato               | Partido | Votos | Resultado |
| ----------------------- | ------- | ----- | --------- |
| Juan Luis Trejo Canessa | PRSD    | 3.084 | Concejal  |
| Jorge Kaplán Meyer      | PRSD    | 9.956 | Concejal  |
| Juan Arriagada Arens    | PDC     | 8.522 | Concejal  |
| Gustavo Mansilla Salas  | PDC     | 1.463 | No electo |
| Gustavo Paulsen Brito   | PDC     | 2.443 | No electo |
| Roberto Parra Vallette  | IND     | 2.713 | No electo |

- Elecciones de Convencionales Constituyentes del pacto Apruebo Dignidad, Distrito 6.

| Candidato              | Partido           | Votos  | Resultado     |
| ---------------------- | ----------------- | ------ | ------------- |
| Carolina Vilches       | IND en Comunes    | 19.071 | Constituyente |
| Mariela Serey          | IND en CS         | 11.829 | Constituyente |
| Alejandra Toledo       | Militante RD      | 4.852  | No electa     |
| Javiera Viveros        | IND en PI         | 4.446  | No electa     |
| Paula Freire           | IND en PC         | 4.131  | No electa     |
| David Aguilera         | Militante CS      | 3.394  | No electo     |
| Matías Gazmuri         | Militante Comunes | 2.511  | No electo     |
| Daniel Garrido         | Militante PC      | 2.018  | No electo     |
| Roberto Parra Vallette | IND en RD         | 1.315  | No electo     |